# William Godwin
William Godwin (3. března 1756, Wisbech, Cambridgeshire – 7. dubna 1836, Londýn) byl anglický preromantický novinář, spisovatel, nakladatel a politický filosof. Je považován za jednoho z prvních zastánců utilitarismu a prvního moderního zastánce anarchismu.

## Život
Narodil se v rodině nonkonformistického (puritánského) duchovního jako sedmý ze třinácti dětí. Od mládí se chtěl stát knězem a od dvaceti dvou let skutečně působil jako duchovní. Ovlivněn četbou Holbachových děl postupně ztratil víru a stal se ateistou. Začal rovněž propagovat revoluční názory na společnost a je tak považován za zakladatele filosofického anarchismu. Zdůrazňoval jednotu dobra a racionality jednotlivce a negativní vliv společenských institucí na lidskou povahu a na zločinnost nižších vrstev. Zasazoval se o morálku bez náboženství, což způsobilo skandál. Podle jeho názoru se společnost rozumných lidí může obejít bez vlády a jednotlivci by měli začít tím, že se bez vlády obejdou sami, že ji postupně nahradí svými vlastními sdruženími.

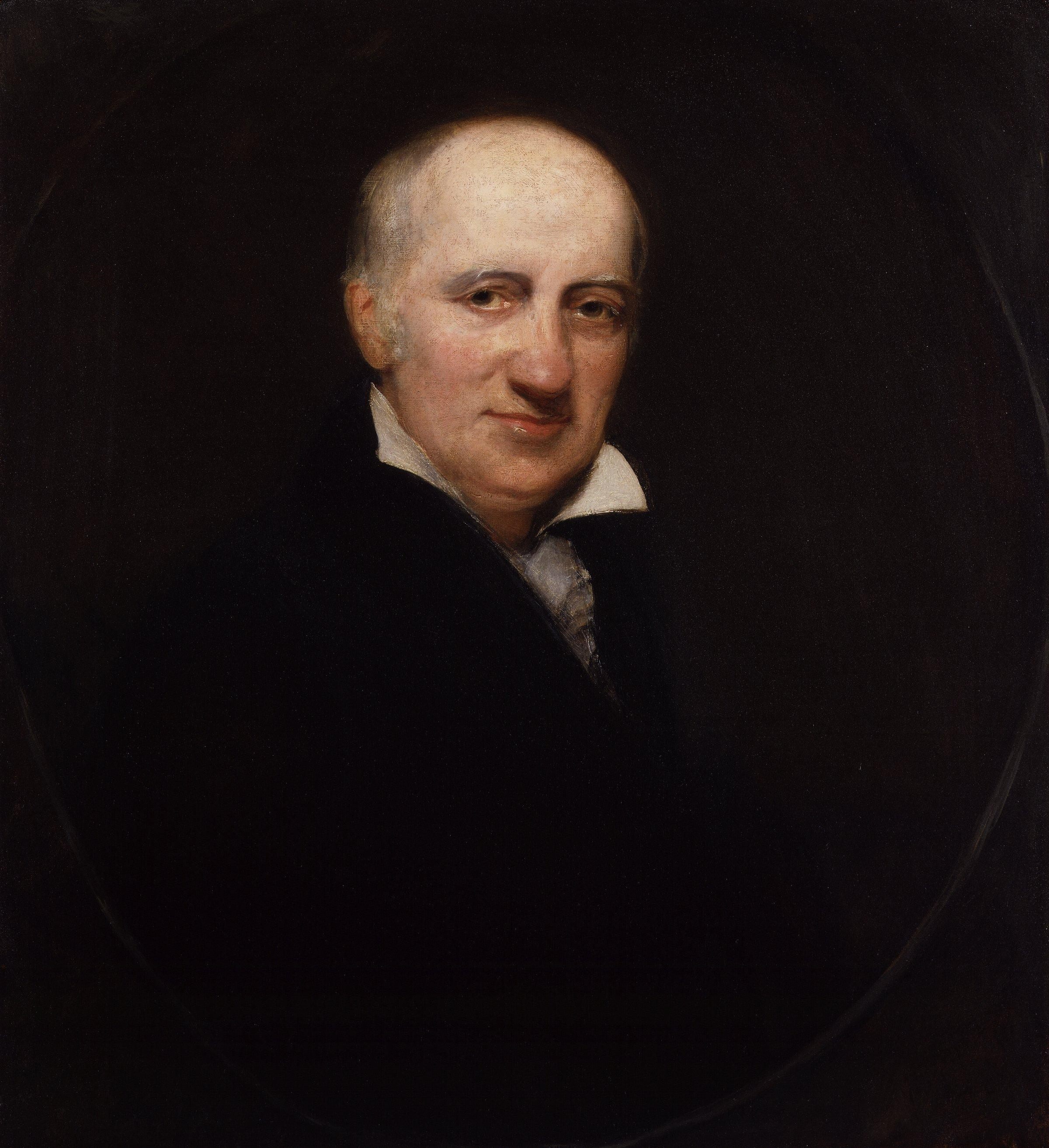
William Godwin na obraze Henryho Williama Pickersgilla

Jeho učení mělo velký vliv na jeho první manželku, spisovatelku a průkopnici feminismu Mary Wollstonecraftovou a na politické úvahy a názory romantických básníků Williama Wordswortha a Percyho Bysshe Shelleyho, manžela jeho dcery Mary, která se proslavila gotickým románem Frankenstein.
Po smrti své první ženy (zemřela na komplikace po porodu dcery Mary roku 1797) se roku 1801 znovu oženil s Mary Jane Clairmontovou (1766–1841), s níž měl syna Williama. Roku 1805 společně s manželkou založil pod pseudonymem Thomas Hodgkins nakladatelství s názvem The Juvenile Library (Juvenilní knihovna), které sehrálo významnou roli v historii britské dětské literatury a ve kterém vydával i své práce pod pseudonymem Edward Baldwin. V nakladatelství vyšel mimo jiné první anglický překlad Švýcarského Robinsona Johanna Davida Wysse a také velmi úspěšná kniha Charlese Lamba a jeho sestry Mary Ann Příběhy ze Shakespeara.
Ke konci života se o něho starala jeho dcera Mary. Když roku 1836 zemřel, byl pohřben vedle své první ženy Mary Wollstonecraftové na hřbitově v St. Pancras. Jeho druhá manželka ho přežila a po smrti byla pohřbena vedle něho, takže všichni tři sdíleli jeden náhrobek. V padesátých letech 19. století byly Godwinovy ostatky a ostatky Mary Wollstonecraftové přesunuty do rodinné hrobky Shelleyových v Bournemouthu.

## Výběrová bibliografie

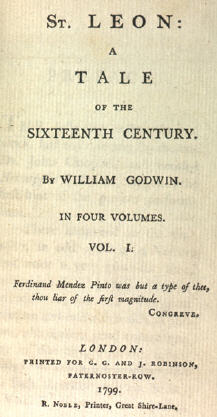
St. Leon, titulní stránka románu

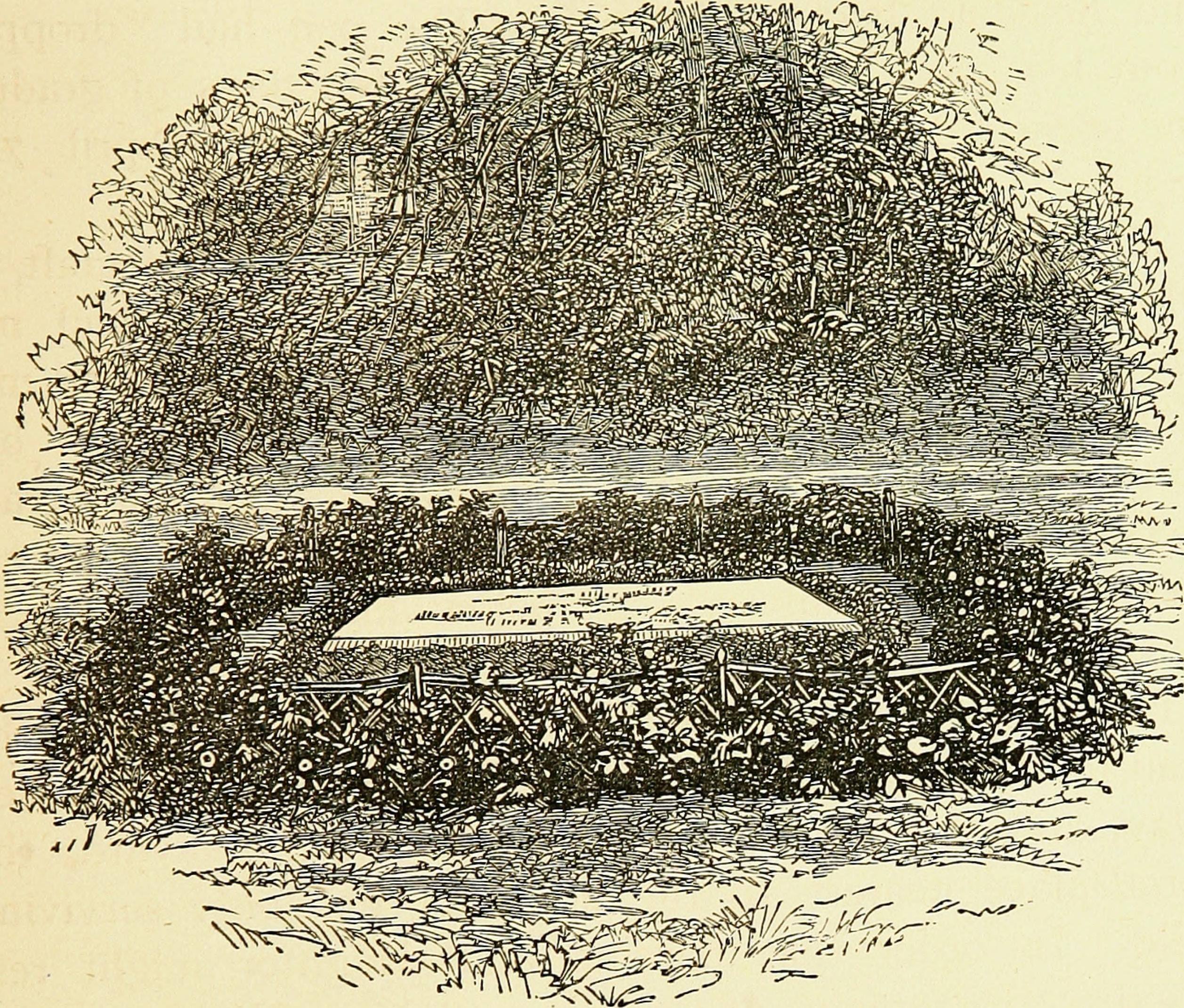
Goodwinův náhrobek v St. Pancras

- The History of the Life of William Pitt, Earl of Chatham (1783, Historie života Williama Pitta, hraběte z Chathamu), anonymně vydaný životopis Williama Pitta, prvního hraběte z Chathamu.
- Sketches of History in Six Sermons (1784, Historické črty v šesti kázáních), kniha obsahuje šest kázání o biblických postavách.
- Damon and Delia (1784), povídka, milostný příběh.
- Enquiry concerning Political Justice, and its Influence on General Virtue and Happiness (1793, Zkoumání společenské spravedlnosti, jejího vlivu na morálku a štěstí), filosofické dílo, ve kterém Godwin nastiňuje svou politickou filozofii, je prvním moderním výkladem anarchismu.
- Things as They Are; or, The Adventures of Caleb Williams (1794, Věci, jaké jsou, aneb Dobrodružství Caleba Williama), politický gotický román popisující, jak právní a jiné instituce mohou zničit jednotlivce, i když postupují podle práva.
- The Enquirer (1797, Poptávka), sbírka esejů o literárních, politických a sociálních tématech, přepracováno roku 1823.
- Memoirs of the Author of A Vindication of the Rights of Woman (1798, Vzpomínky na autorku Obhajoby práv žen), životopis Godwinovy první manželky Mary Wollstonecraftové, spisovatelky a průkopnici feminismu napsaný po její smrti.
- St. Leon (1799), druhý autorův gotický román, zabývající se tématem nesmrtelnosti, citů, lásky, přátelství, cti a náboženství. Jde o příběh francouzského aristokrata hraběte Reginalda de St. Leon ze 16. století, který prohraje v hazardních hrách své jmění a pocit viny jej přivede téměř k šílenství. Přijímá od umírajícího cizince dar tajemství elixíru života a výroby zlata, který mu však štěstí nepřinese. Odcizí jej okolnímu světu a učiní z něj nešťastného věčného tuláka bez domova.
- Fleetwood (1805), výchovný román, kritizující názory Jeana-Jacquesa Rousseaua. Hlavní hrdina románu Casimir Fleetwood je vychováván v údajně ideálním venkovském světě, což se nakonec ukáže jako problematické.
- Mandeville (1817), román odehrávající se v 17. století v období anglické občanské války. Jeho hrdinou je Charles Mandeville, trpící paranoidními představami, jehož rodiče byli zavraždění při povstání v Irsku roku 1641 a který byl následně vychováván fanatickým presbyteriánským duchovním.
- Of Population (1820, O populaci), publikace polemizující s názory Thomase Roberta Malthuse.
- History of the Commonwealth (1824–1828, Dějiny Commonwealthu).
- Cloudesley (1830), román o tom, že člověk je schopen se vymanit ze zločineckého prostředí a překonat nejen svou vlastní minulost, ale také neúprosné sociální zákony.
- Thoughts on Man, His Nature, Productions and Discoveries (1831, Myšlenky o člověku), sbírka esejů.
- Deloraine (1833), román o člověku, který zabil svého přítele, o němž si myslel, že má poměr s jeho manželkou.
- Lives of the Necromancers (1834, Životy nekromancerů), kniha zabývající se paranormálními jevy v pověstech z Evropy a ze středního východu